# Ворли (Мумбаи)
Ворли — остров в Индийском океане, ранее входивший в состав архипелага Семь островов Бомбея и расположенный на территории Индии. Он славится мечетью Хаджи Али, которая доступна только во время отливов.

## История
Первоначально Ворли был отдельным островом, одним из семи островов Бомбея, которые были уступлены португальцами Англии в 1661 году.
На острове была рыбацкая деревня. Единственные остатки древних памятников в этом районе, которые являются объектами культурного наследия, — это дарга, мавзолей суфийского святого, мечеть Хаджи Али и форт Ворли. Форт, теперь находящийся в руинах, был построен англичанами.
Дарга была построена в 1431 году для размещения могилы Саида Пира Хаджи Али Шаха Бухари, богатого торговца из Бухары, который поселился в Бомбее и там умер. Здание расположено на небольшом острове, который во время отлива соединяется с Ворли естественным проходом длиной 500 метров. Памятник является одним из знаковых мест Мумбаи и привлекает десятки тысяч паломников в день, не только мусульман, но и представителей других религий, включая индусов.
В 1784 году Ворли был соединён дамбой с главным островом Бомбей. Дамба была построена по проекту Хорнби Велларда и стала первой по объединению семи островов Бомбея. Эта работа производилась в течение всего XIX века до полного объединения всех семи островов.